# Tom Linebarger
Norman Thomas "Tom" Linebarger, född 24 januari 1963, är en amerikansk företagsledare som är styrelseordförande och vd för det multinationella tillverkningsföretaget Cummins, Inc sedan 1 januari 2012. Dessförinnan var han CFO, COO och president och innehade också lägre chefsbefattningar inom koncernen, som han började arbeta för 1993. Innan Cummins var han anställd som konsult för Pittiglio, Rabin, Todd and McGrath (idag PRTM och dotterbolag till PwC) och som finansiell analytiker och ansvarig för företagsförvärv med Hongkong, Singapore och USA som utgångspunkter för finansbolaget Prudential Investment Corporation.
Han avlade en kandidatexamen i ingenjörsledarskap (engineering management) eller i nationalekonomi vid Claremont McKenna College och en till kandidatexamen i maskinteknik, en master of science i industriell ekonomi och en master of business administration vid Stanford University.
Linebarger sitter också som ledamot i  koncernstyrelsen för motorcykeltillverkaren Harley-Davidson, Inc. Den 8 februari 2016 blev Linebarger utsedd till ledamot i styrelsen för den mäktiga intresseorganisationen Business Roundtable.